# Sihanoukville (provins)
Sihanoukville (engelska: Preah Sihanouk) är en provins i Kambodja. Den ligger i den sydvästra delen av landet, 160 km sydväst om huvudstaden Phnom Penh. Antalet invånare är 243 967. Arean är 2 537 kvadratkilometer.
Terrängen i Sihanoukville är varierad.
Sihanoukville delas in i:
- Mittakpheap (quận)
- Prey Nob
- Srok Stueng Hav

Följande samhällen finns i Sihanoukville:
- Sihanoukville